# Eduardo Sáenz de Buruaga
Eduardo Sáenz de Buruaga est un militaire espagnol. Il participe au soulèvement militaire des 17 et 18 juillet 1936 contre la Seconde République espagnole qui va provoquer la guerre civile.

## Biographie
Eduardo Sáenz de Buruaga et Polanco est né en 1893. En 1910, il s'inscrit à l'Académie d'infanterie de Tolède et étudie sous le colonel José Villalba Riquelme. Durant la guerre du Rif, son régiment prend Tetouan. 
Il est militaire en Afrique avant la guerre civile espagnole, il a le grade de colonel, il soutient le général Franco et mène des éléments de l'armée nationaliste. Il est responsable des massacres de loyalistes dans la première période de la guerre civile espagnole, le massacre de Baena durant la Terreur blanche (Espagne), où 700 loyalistes sont assassinés par ses ordres. D'autres estimations mentionnent jusqu'à 2 000 victimes à la suite de la répression à Baena. Son régiment combat à la Bataille de la route de La Corogne, à la Bataille du Jarama et la bataille de Teruel. Il est promu général durant la bataille de l'Èbre. 
Après la guerre, il remplit des fonctions de gouverneur de Séville puis aux îles Baléares.